# Sołuków
Sołuków (ukr. Солуків) – wieś na Ukrainie, w  obwodzie iwanofrankiwskim, w rejonie dolińskim.

## Urodzeni
- Melecjusz Dutkiewicz –  artysta fotografik, inżynier chemik, nadworny fotograf króla szwedzkiego Karola XV, urodził się w rodzinie ksiądza greckokatolickiego[2].

## Zmarli
- ks. Semen Szpicer (zm. 27 grudnia 1934) – proboszcz greckokatolicki we wsi[3]